# P-35 (航空機)
P-35
- 用途：戦闘機
- 分類：陸上戦闘機
- 設計者：アレキサンダー・カルトベリ
- 製造者：セバスキー航空機株式会社
- 運用者：アメリカ陸軍航空隊、スウェーデン空軍、エクアドル空軍、フィリピン空軍、日本海軍
- 初飛行：1935年
- 派生型：XP-41、P-43ランサー

P-35はセバスキー(Seversky)社製の1930年代後期のアメリカ陸軍航空隊の戦闘機。愛称は無い。全金属製の構造を持ち、引込脚や密閉式コックピットを備えた単座戦闘機としてはアメリカ陸軍最初のものである。

## 概要
1935年、陸軍はP-26の後継機として次期追撃機の提案を各社に打診した。この打診に対してカーチス、ヴォート・シコルスキー・エアクラフト、コンソリデーテッド各社が応えたが、その中に1931年に設立されたばかりの新興セバスキー社の姿もあった。
セバスキーの主任設計技師、アレキサンダー・カルトベリが当初示した機体は社内名称SEV-2XPとの固定脚の複座機で、これではさすがに追撃機として使えないと判断したセバスキー側は、これを単座・引込脚に改めさせたSEV-1XPを新たに再提示したが、試作機はエンジントラブルが多発し、性能も当初の予想から大幅に下回ったため、発動機をライトR-1820-G5サイクロン（離昇出力850馬力）からP&WR-1830-9ツインワスプ（離昇出力850馬力）に換装し、尾翼の形状を改めたSEV-7に発展した。これは競争試作でカーチス社のP-36に勝ち、1936年6月16日に制式採用となってP-35として77機の発注を受けた。なお、対抗馬であるP-36もP-35同様、ライトサイクロンエンジンの不調に悩まされ、後にP-35の実績にあやかってツインワスプに発動機を換装している。
SEV-7改め、P-35は1937年の7月から陸軍に配備が開始された。武装は7.62mm機関銃と12.7mm機関銃を機首上部に搭載。オプションとして300lb(136.5kg)爆弾を懸架する。
後方に引き込まれて飛行時も半ば露出している主車輪、単純な曲線で絞り込まれた胴体、大きくて無骨なキャノピーなど、草創期の荒さの残る外観を持つが、平面図からは、その後XP-41（セバスキー社最後の機体）を経てリパブリック社となってからのP-43ランサー、名機P-47サンダーボルトへとつながってゆく系譜の始祖であることがはっきりとうかがわれる。競争相手だったP-36は後に液冷エンジンを装備してP-40へと発展してゆくが、P-35の系列は一貫して空冷エンジンを使用した。

## 輸出
P-35はアメリカ陸軍航空隊で使用されたほか、スウェーデンにもEP-1-06（EPは輸出戦闘機 Export Pursuitの略）の名で輸出された。採用に当たっては渡欧した社長のアレキサンダー・セバスキー自らがP-35の操縦桿を握ってデモフライトしたとされ、これが功を奏したのか120機もの大口発注に成功した。スウェーデンでの呼称はJ9である。しかし、半数の60機を引き渡したところで1940年6月に英国以外に航空機の輸出を禁止する法律が成立したため、残りはアメリカ陸軍が引き取った。このタイプをP-35Aという。
J9ことP-35Aは原型のP-35より改良が施されており、発動機もパワーアップしたP&WR-1830-45ツインワスプ（離昇出力1,050馬力）に換装され、武装も機首に12.7mm機関銃×2。左右主翼に7.62mm機関銃が各1と強化されている。
P-35Aのうち12機はエクアドルに引き渡され、48機は対日戦用にフィリピンに送られた。フィリピンの48機は1941年に侵攻してきた日本軍によって2日間でほぼすべてが地上で破壊され、空戦を行ったものはごく少数であった。残存機は8機のみであったという。
P-35は太平洋戦争開始時には完全に旧式化しており、アメリカ軍としては、前述の在フィリピンのP-35Aの他は実戦に参加していない。エクアドル空軍のP-35Aは1947年まで使用された。一方、スウェーデン空軍のJ9は更に長寿で1947年まで戦闘機として使用された後、写真偵察機や高官私用機としては1953年まで10機が現役で飛行していたとされる。

## 派生型

### 2PA
まるでSEV-2XPに先祖返りしたような、P-35に後部銃手を加えた複座型を2PAという。武装は7.62mm機関銃または7.7mm機関銃（内、1挺は旋回機銃）×3である。1937年、日本海軍が2PA-B3型を20機輸入し、「セバスキー陸上複座戦闘機（A8V1）」として中国戦線で使用した。2PAはスウェーデンもB6の名で52機発注したがEP-1-06と同じ理由で2機しか受領できなかった。残り50機はやはりアメリカ陸軍によって引き取られ、武装を撤去したうえで高等練習機AT-12ガーズマンとして用いられた。

### XP-41
P-35に二段過給器付きのR-1830-19(離昇出力1200馬力)エンジンを装備した機体である。エンジン換装の他、風防を抵抗の少ない形にし、主脚を内側完全引き込み式に改めている。1939年3月に初飛行した試作機は良好な成績を示した(最大速度520km/h)が、ほぼ同時期に開発された排気タービン付きのP-43が有望になったため、キャンセルされた。セバスキー社がリパブリック社と改名したため本機はセバスキーの名をもつ最後の機体となった。

### XFN-1
P-35の1機を海軍航空工廠で海軍仕様に改装し、テストしたもの。結局空母での運用に不適と判断され1機のみにとどまった。

## スペック
（P-35A）
- 乗員：1名
- 全長：8.2 m
- 全幅：11.0 m
- 全高：3.0 m
- 主翼面積：20.4 m2
- 空虚重量：2,070 kg
- 運用時重量：2,770 kg
- 最大離陸重量：3,490 kg
- 動力：P&W R1830-45 ツイン・ワスプ
- 離昇出力：1,050馬力
- 最大速度：499 km/h
- 巡航速度：418 km/h
- 航続距離：1,530 km
- 実用上昇限度：9,570 m
- 上昇率：9.74m/s
- 武装：12.7mm機関銃×2、7.62mm 機関銃×2、爆弾350lb